# Diastema tigris
Diastema tigris är en fjärilsart som beskrevs av Achille Guenée 1852. Diastema tigris ingår i släktet Diastema och familjen nattflyn. Inga underarter finns listade i Catalogue of Life.